# East Fork Chandalar River
Der East Fork Chandalar River ist ein 370 km langer linker Nebenfluss des Teedriinjik River im Norden des US-Bundesstaats Alaska. Der Flussname stammt von Prospektoren und wurde 1899 von Schrader vom U.S. Geological Survey (USGS) festgehalten.

## Flusslauf
Der East Fork Chandalar River entspringt in den Romanzof Mountains, ein Teilgebirge der Brookskette, auf einer Höhe von etwa 1900 m. Er fließt anfangs etwa 14 km nach Süden und wendet sich im Anschluss in Richtung Südsüdwest. Bei Flusskilometer 211 mündet der Junjik River rechtsseitig in den East Fork Chandalar River. Bei Flusskilometer 186 befindet sich am linken Flussufer die Siedlung Arctic Village. Im Unterlauf fließen dem East Fork Chandalar River die Flüsse Ottertail Creek, Crow Nest Creek, Wind River, Smoke Creek und North Fork East Fork Chandalar River rechtsseitig zu.

## Einzugsgebiet
Der East Fork Chandalar River entwässert ein Areal von etwa 14.270 km². Das Einzugsgebiet des East Fork Chandalar River grenzt im Westen an das des oberstrom gelegenen Teedriinjik River, im Osten an das des Sheenjek River, ein Nebenfluss des Porcupine River, sowie im Südosten an das des Christian River. Entlang der nördlichen Grenze des Einzugsgebietes verläuft die kontinentale Wasserscheide. Die Flüsse jenseits dieser fließen der Beaufortsee zu.

## Schutzgebiete
Der East Fork Chandalar River unterhalb von Arctic Village bildet die südliche Grenze des Arctic National Wildlife Refuge. Das Einzugsgebiet oberhalb von Arctic Village sowie das westlich vom Unterlauf liegen im Schutzgebiet. Weiterhin ist der Wind River als National Wild and Scenic River geschützt.